# The Voice van Vlaanderen (seizoen 7)
Het zevende seizoen van The Voice van Vlaanderen vond plaats in het voorjaar van 2021. De opnames vonden deels plaats tijdens de Coronapandemie. Coaches zijn dit seizoen zijn Koen Wauters, Natalia Druyts, Niels Destadsbader en Tourist LeMC. Op 1 februari 2021 werd bekendgemaakt dat Laura Tesoro (die meedeed in seizoen 3) de 5de coach zal zijn (een primeur). Ze pikt doorheen de verschillende fases afvallers op en doorloopt met hen een gelijkwaardig parcours als de andere kandidaten in 'The Voice Comeback Stage' op VTM GO. Laura vervoegt de andere coaches vanaf de liveshows met haar klaargestoomde talenten.
De finale werd gewonnen door Grace Khuabi, de finalist van Nathalia Druyts

## Blind Auditions
Op 5 februari 2021 werd er opnieuw gestart met de blind auditions. De audities vonden plaats voor de coronapandemie.

## Knockouts
In de Knockouts wordt per team groepen van drie gemaakt, waarbij slechts 1 kandidaat naar de battles mag. De coaches krijgen ook de kans om mekaars kandidaten te stealen. Ook Laura Tesoro neemt enkele kandidaten mee naar haar battles.

## Battles
In de battles zingen twee kandidaten per team een duet. De coach beslist welke kandidaat mee mag naar de liveshows .
|   | Coach        | Artiest      | Lied                | Resultaat             |
| - | ------------ | ------------ | ------------------- | --------------------- |
| 1 | Natalia      | Yvette       | Alone Pt. II        | Comeback stage        |
| 1 | Natalia      | Annelies     | Alone Pt. II        | Door naar de liveshow |
| 2 | Natalia      | Simon        | You've Got the Time | Door naar de liveshow |
| 2 | Natalia      | Sarah        | You've Got the Time | Geëlimineerd          |
| 3 | Natalia      | Amy          | Underdog            | Geëlimineerd          |
| 3 | Natalia      | Grace Khuabi | Underdog            | Door naar de liveshow |
| 1 | Koen Wauters | Toon         | I Dare You          | Geëlimineerd          |
| 1 | Koen Wauters | Jill         | I Dare You          | Door naar de liveshow |
| 2 | Koen Wauters | Robin        | Lucky               | Door naar de liveshow |
| 2 | Koen Wauters | Nora         | Lucky               | Geëlimineerd          |
| 3 | Koen Wauters | Angelo       | Heart-Shaped Box    | Geëlimineerd          |
| 3 | Koen Wauters | Joke         | Heart-Shaped Box    | Door naar de liveshow |

|   | Coach              | Artiest | Lied                    | Resultaat             |
| - | ------------------ | ------- | ----------------------- | --------------------- |
| 1 | Tourist LeMC       | Jamil   | Just the Two of Us      | Comeback stage        |
| 1 | Tourist LeMC       | Thomas  | Just the Two of Us      | Door naar de liveshow |
| 2 | Tourist LeMC       | Nisrine | Good as Hell            | Door naar de liveshow |
| 2 | Tourist LeMC       | Jessica | Good as Hell            | Geëlimineerd          |
| 3 | Tourist LeMC       | Laura   | If the World Was Ending | Geëlimineerd          |
| 3 | Tourist LeMC       | Ilias   | If the World Was Ending | Door naar de liveshow |
| 1 | Niels Destadsbader | Laura   | Don't Call Me Up        | Geëlimineerd          |
| 1 | Niels Destadsbader | Sinay   | Don't Call Me Up        | Door naar de liveshow |
| 2 | Niels Destadsbader | Tobe    | Dancing with a stranger | Door naar de liveshow |
| 2 | Niels Destadsbader | Alessia | Dancing with a stranger | Geëlimineerd          |
| 3 | Niels Destadsbader | Lisa    | When I Was Your Man     | Geëlimineerd          |
| 3 | Niels Destadsbader | Nanou   | When I Was Your Man     | Door naar de liveshow |

## Liveshows

### Liveshow 1
In de liveshows zijn er nog drie kandidaten per team. Ook Laura's team treedt voor het eerst aan in de liveshows, met een team samengesteld uit kandidaten die net niet de liveshows haalden bij een ander team. Zij werden gekozen door enerzijds de Q-music luisteraars en anderzijds de coach zelf.
|   | Coach              | Artiest      | Lied                          | Resultaat                |
| - | ------------------ | ------------ | ----------------------------- | ------------------------ |
| 1 | Natalia            | Annelies     | Liar                          | Uitgeschakeld            |
| 2 | Natalia            | Simon        | Lonely Boys                   | Gekozen door het publiek |
| 3 | Natalia            | Grace Khuabi | Tous les mêmes                | Gekozen door de coach    |
| 1 | Niels Destadsbader | Sinay        | Wonder                        | Uitgeschakeld            |
| 2 | Niels Destadsbader | Tobe         | Another Day in Paradise       | Gekozen door het publiek |
| 3 | Niels Destadsbader | Nanou        | All the Good Girls Go to Hell | Gekozen door de coach    |
| 1 | Tourist LeMC       | Nisrine      | Hold On, We're Going Home     | Gekozen door het publiek |
| 2 | Tourist LeMC       | Ilias        | Let Me Love You               | Gekozen door de coach    |
| 3 | Tourist LeMC       | Thomas       | Save Tonight                  | Uitgeschakeld            |
| 1 | Koen Wauters       | Jill         | Redbone                       | Uitgeschakeld            |
| 2 | Koen Wauters       | Robin        | Peaches                       | Gekozen door de coach    |
| 3 | Koen Wauters       | Joke         | Habibi                        | Gekozen door het publiek |
| 1 | Laura Tesoro       | Mats         | Partners in Crime             | Gekozen door het publeik |
| 2 | Laura Tesoro       | Yvette       | Juice                         | Uitgeschakeld            |
| 3 | Laura Tesoro       | Edison       | Barbie Girl                   | Gekozen door de coach    |

### Liveshow 2
|   | Coach              | Artiest      | Lied                               | Resultaat                 |
| - | ------------------ | ------------ | ---------------------------------- | ------------------------- |
| 1 | Natalia            | Simon        | Sex Bomb                           | Gekozen door de coach     |
| 2 | Natalia            | Grace Khuabi | Verleden tijd                      | Public choice na sing-off |
| 1 | Niels Destadsbader | Tobe         | Save Your Tears                    | Uitgeschakeld             |
| 2 | Niels Destadsbader | Nanou        | Because of You                     | Gekozen door de coach     |
| 1 | Tourist LeMC       | Nisrine      | My Love Is Your Love               | Uitgeschakeld             |
| 2 | Tourist LeMC       | Ilias        | If It Feels Good (Then It Must Be) | Gekozen door de coach     |
| 1 | Koen Wauters       | Robin        | Tennessee Whiskey                  | Gekozen door de coach     |
| 2 | Koen Wauters       | Joke         | Dog Days Are Over                  | Public choice na sing-off |
| 1 | Laura Tesoro       | Mats         | Sterrenstof                        | Uitgeschakeld             |
| 2 | Laura Tesoro       | Edison       | Leave the Door Open                | Gekozen door de coach     |

### Liveshow 3
Elke halvefinalist zingt een nummer solo, en een duet met de coach. Er worden vijf finalisten gekozen door het publiek.
| Rang | Coach              | Artiest      | Nummer                                                    | Resultaat     |
| ---- | ------------------ | ------------ | --------------------------------------------------------- | ------------- |
| 1    | Natalia            | Simon        | No Good Help (duet)                                       | Finalist      |
| 2    | Laura Tesoro       | Edison       | Montero (Call Me by Your Name) Living For The City (duet) | Uitgeschakeld |
| 3    | Koen Wauters       | Robin        | Cream Naked (duet)                                        | Finalist      |
| 4    | Tourist LeMC       | Ilias        | Jealous Horizon (duet)                                    | Uitgeschakeld |
| 5    | Koen Wauters       | Joke         | Formidable Everybody's Changing (duet)                    | Finalist      |
| 6    | Natalia            | Grace Khuabi | Jerusalema Eternal Flame                                  | Finalist      |
| 7    | Niels Destadsbader | Nanou        | Never Seen the Rain Nu wij niet meer praten (duet)        | Finalist      |

### Finale
| Rang | Coach   | Artiest      | Nummer                      | Reprise nummer | Resultaat     |
| ---- | ------- | ------------ | --------------------------- | -------------- | ------------- |
| 1    | Natalia | Simon        | Always Remember Us This Way | Old Town Road  | Topfinalist   |
| 2    | Koen    | Joke         | Impossible                  | —              | Uitgeschakeld |
| 3    | Niels   | Nanou        | All I Know So Far           | —              | Uitgeschakeld |
| 4    | Natalia | Grace Khuabi | On the Floor                | Tous les mêmes | Winnaar       |
| 5    | Koen    | Robin        | Drivers License             | Peaches        | Topfinalist   |